# Depot II von Prag-Liboc
Das Depot II von Prag-Liboc (auch Hortfund II von Prag-Liboc) ist ein Depotfund der frühbronzezeitlichen Aunjetitzer Kultur aus Liboc, einem Stadtteil von Prag, Tschechien. Es datiert in die Zeit zwischen 2000 und 1800 v. Chr. Das Depot befindet sich heute im Nationalmuseum in Prag.

## Fundgeschichte
Das Depot wurde vor 1900 entdeckt. Die genauen Fundumstände sind unbekannt. Die Fundstelle liegt in Spornlage auf dem Berg Džibán. Dort befand sich eine bronzezeitliche Höhensiedlung.
Es handelt sich um einen von zahlreichen Depotfunden aus dem Stadtgebiet von Prag. In Liboc wurden noch zwei weitere Depots (I und III) und mehrere einzelne Bronzegegenstände der Aunjetitzer Kultur gefunden.

## Zusammensetzung
Das Depot besteht aus vier Bronzegegenständen: zwei Armspiralen und zwei Randleistenbeile. Die Spiralen sind aus Bändern mit linsenförmigem Querschnitt gefertigt. Bei beiden ist je ein Ende neuzeitlich abgebrochen. Die erhaltenen Enden sind verdickt und abgerundet. Die Beile haben eine bogenartige Schneide mit zwei Facetten und einen verdickten Mittelteil. Der Nacken ist beim ersten Beil bogenförmig, beim zweiten verdünnt und stumpf zugespitzt. Die Schmalseiten des ersten Beils weisen drei Facetten auf.